# Elizabeth Clare Prophet

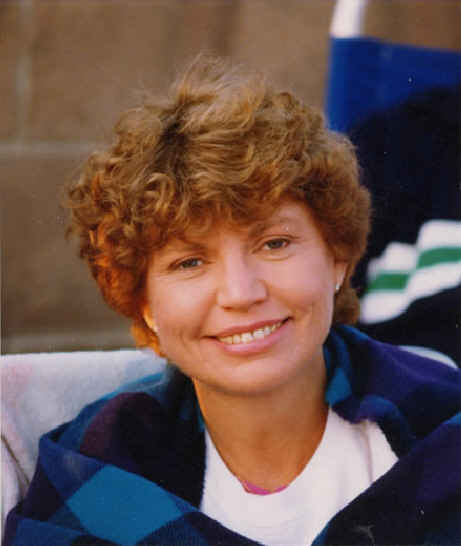
Elizabeth Clare Prophet, 1984

Elizabeth Clare Prophet (Red Bank, 8 april 1939 - Bozeman, 15 oktober 2009), geboren Elizabeth Clare Wulf, was een Amerikaans religieus leider en auteur. Zij was de geestelijk leider van de New Age religieuze beweging de Church Universal and Triumphant. In de jaren tachtig van de twintigste eeuw riep zij haar volgelingen op om zich voor te bereiden op een kernoorlog. Zij kwam in conflict met de Amerikaanse overheid toen ze in Montana schuilkelders liet aanleggen en wapens begon op te slaan. In 1999 trad ze terug als leider van haar kerk. Zij was auteur van een groot aantal boeken over spiritualiteit en esoterie, die ook in het Nederlands zijn vertaald.

## Biografie
Elizabeth Clare Wulf was als kind een Christian Scientist. Zij studeerde aan de Universiteit van Boston en werkte een tijd bij de Verenigde Naties als assistent van een fotograaf.
Nadat haar eerste huwelijk in een scheiding was geëindigd, trouwde ze in 1963 met Mark Prophet. Hij had enkele jaren eerder de religieuze beweging Summit Lighthouse opgericht, die elementen van christendom, boeddhisme, hindoeïsme en theosofie combineerde. Toen haar man in 1973 overleed nam zij de leiding over. In 1975 richtte ze de Church Universal and Triumphant op, een op Summit Lighthouse gebaseerde meer formele godsdienst met ceremonies en sacramenten. De leer van deze kerk zou Prophet zijn ingegeven via boodschappen van de zogenaamde Opgevaren Meesters, een groep mystieke heiligen en wijzen, waaronder Jezus en de theosofisch leermeester El Morya. Prophet werd door haar volgelingen Moeder, Guru Ma, Moeder van de Vlam en de Vicaris van Christus genoemd. Zij werd binnen de kerk gezien als de enige persoon op aarde die berichten van de Opgevaren Meesters kon ontvangen.
Naar schatting had de Church Universal and Triumphant in de jaren 80 van de twintigste eeuw wereldwijd zo'n 50.000 leden. Prophet was een bekende spreker en mediapersoonlijkheid, en haar boeken werden in vele talen vertaald.
Eind jaren 80 groeide de kritiek op de beweging en op Prophet zelf, die door critici werd afgeschilderd als een op macht beluste sekteleider. In 1987 ontnam de Amerikaanse overheid de Church Universal and Triumphant de voor erkende religieuze organisaties gebruikelijke belastingvrijstelling. De beweging kreeg wereldwijd aandacht toen tweeduizend volgelingen zich terugtrokken op een terrein van de kerk in Montana, ten noorden van Yellowstone National Park, omdat Prophet had voorspeld dat een catastrofale kernoorlog tussen de Sovjet Unie en de Verenigde Staten op handen was. Zij begonnen daar in door de Church Universal and Triumphant aangelegde schuilkelders wapens, voedsel en kleding op te slaan. Dit leidde tot spanningen met de plaatselijke bevolking en met de overheid. De situatie de-escaleerde toen de volgelingen begonnen te vertrekken omdat de voorspelde nucleaire vernietiging uitbleef. De overheid en de kerk sloten een overeenkomst die inhield dat de kerk weer belastingvrijstelling zou krijgen als ze geen wapenvoorraden meer zou aanleggen.
In de jaren daarna werd de Church Universal and Triumphant ingrijpend gereorganiseerd. Prophet trad in 1999 wegens gezondheidsproblemen af als leider.

## Wetenswaardigheden
In 2011 kreeg Prophet postuum de Ig Nobelprijs toegekend (categorie wiskunde) voor haar voorspelling dat de wereld in 1990 zou vergaan.
Prophets dochter Erin Prophet publiceerde in 2009 haar memoires: Prophet’s Daughter. My Life with Elizabeth Clare Prophet inside the Church Universal and Triumphant.

## Publicaties (selectie)
Elizabeth Clare Prophet schreef een groot aantal boeken, waarvan er vele ook in het Nederlands zijn vertaald.
- Alchemie van het hart : hoe je meer liefde kunt geven en ontvangen
- Het violette vuur: genezing voor lichaam, geest en ziel
- Hoe samen te werken met engelen
- Uw zeven energiecentra : een holistische benadering om te komen tot lichamelijke, emotionele en spirituele vitaliteit
- Scheppende overvloed : sleutels tot spirituele en materiële voorspoed
- Zielenkameraden en tweelingzielen de spirituele dimensie van liefde en relaties
- Reïncarnatie: de ontbrekende schakel in het Christendom
- De onbekende jaren van Jezus: ooggetuigenverslagen van Jezus' omzwervingen door India en de Himalaya
- Saint Germain over Alchemie: formules voor zelftransformatie

- Bibsys: 8007275
- Biblioteca Nacional de España: XX959434
- Bibliothèque nationale de France: cb127570607 (data)
- Catàleg d'autoritats de noms i títols de Catalunya: 981058514236506706
- Gemeinsame Normdatei: 128476621
- International Standard Name Identifier: 0000 0001 1992 0294
- Library of Congress Control Number: n50020198
- Nationale Bibliotheek van Letland: 000087710
- MusicBrainz: 5410ba99-8136-49df-b680-91b527262efa
- Bibliotheek van het Japanse parlement: 00691293
- Nationale Bibliotheek van Tsjechië: xx0081092
- Nationale Bibliotheek van Israël: 987007462737905171
- Nationale Bibliotheek van Polen: a0000001124649
- Nationale en Universitaire bibliotheek Zagreb: 000332585
- Nederlandse Thesaurus van Auteursnamen: 069551839
- Réseau des bibliothèques de Suisse occidentale: 02-A017666504
- Système universitaire de documentation: 178190314
- Virtual International Authority File: 54273649
- WorldCat: E39PBJcR4CYdppHMCyQj43PYT3